# 鍵本聡
鍵本 聡（かぎもと さとし、1966年12月23日 - ）は、日本のサイエンスライター。大学講師。現株式会社KSプロジェクト代表取締役。兵庫県西宮市生まれ。AB型。

## 経歴
甲陽学院中学校・高等学校卒、1990年京都大学理学部卒、奈良先端科学技術大学院大学情報科学研究科博士前期課程修了、工学修士。
関西学院大学、滋賀県立大学（ともに情報系科目）、コリア国際学園（数学科）非常勤講師。ローランド株式会社にて電子楽器開発。聖隷学園高校（現・聖隷クリストファー中学校・高等学校）にて数学科教諭、河合塾西日本地区数学科講師などを経て、2000年春に大学進学専門「がくえん理数進学教室」を設立、高校生を中心に小学生から大学生まで様々な学生を指導する。
また予備校講師時代より執筆業も並行して行い、シリーズ20万部超の「計算力を強くする」シリーズ（ブルーバックス、講談社）をはじめとする計算関連書、20刷以上のロングセラー「高校数学とっておき勉強法」や40万部超の「ドラゴン桜公式副読本　16歳の教科書」（ともに講談社）などの高校生向け数学エッセイ、「大学入試問題がすらすら読める」（数研出版）などの大学入試問題解説本など、様々なジャンルの著書は40冊に上る（2021年11月現在）。
2007年より毎年、東京国際ブックフェアにて「鍵本聡プロジェクト」ブースを出展し、それを発展させた形で2009年7月に株式会社KSプロジェクトを設立、代表取締役に就任する。
その後2016年には、大阪鶴橋にてKSP理数学院・KSPコリア国際学院を開業した。そこでは日本語に加え英語はもちろん、独学で習得した韓国・朝鮮語での指導も行っている。また数多くの朝鮮学校に通う生徒たちも志望校へと導いている。さらに現在では、コリア国際学園で非常勤講師をしていた際の教え子と一緒に運営をしている。

## 略歴
- 1985年 甲陽学院高等学校卒業[2]
- 1990年
  - 京都大学理学部卒業（地球物理学）[2]
  - 株式会社ローランド入社（電子楽器開発）[2]
- 1994年 株式会社ローランド退社[2]
- 1995年 聖隷学園高等学校（現：聖隷クリストファー中学校・高等学校）奉職（数学教諭）[2]
- 1997年
  - 聖隷学園高等学校退職[2]
  - 奈良先端科学技術大学院大学情報科学研究科博士前期課程入学[2]
  - 学校法人河合塾西日本地区奉職（〜2000年）[2]
- 1999年 奈良先端科学技術大学院大学情報科学研究科博士前期課程修了（工学修士）[2]
- 2000年 がくえん理数進学教室設立、代表に就任[2]
- 2009年 株式会社KSプロジェクト設立、代表取締役に就任[2]
- 2016年 KSP理数学院・KSPコリア国際学院を大阪鶴橋にて開業。

## 講師歴
- 滋賀県立大学非常勤講師（2001〜2012年）
- 関西学院大学非常勤講師（2001〜）
- コリア国際学園非常勤講師（2008〜2017年）
- 大阪芸術大学非常勤講師（2012〜）
- 大阪女学院大学非常勤講師（2016～）

その他主な講師歴
- 滋賀県立彦根東高校　1年生宿泊オリエンテーション講演（2009年以降毎年）
- 滋賀県立河瀬高校　１年生宿泊オリエンテーション講演（2018年以降毎年）
- 滋賀県立彦根東高校　数学基礎講座（2014年以降毎年３回）
- 滋賀県立河瀬中学校　わくわく数学講座（2018年以降毎年3回）
- 甲陽学院中学校、大阪府立工業高等専門学校（現・大阪府立大学工業高等専門学校）、奈良工業高等専門学校、静岡学園静岡予備校他

## テレビ
- NHK「ためしてガッテン」[2]
- TBS「わがままチェンジング」[2]

## ラジオ
- ニッポン放送「銀河に吠えろ!宇宙GメンTAKUYA」[2]
- エフエムわいわい「ヨボセヨ」[2]
- ミュージックバード「聴くトク雑学ラジオ」[2]

## 新聞
- 朝日小学生新聞[2]
- 朝日中学生ウィークリー（現・朝日中高生新聞）[2]
- 朝日新聞[2]
- 日本経済新聞[2]

その他多数

## 雑誌
- プレジデントファミリー[2]
- PHPのびのび子育て[2]
- 週刊現代[2]

その他多数

## 連載・執筆
Rikejo「勉強コラム」

## 主な著書
- 『小学生～大人まで 16000×0.45が3秒で暗算できる』講談社（2023/11/6）
- 『計算力を強くする　完全版　視点を変えれば、解き方が「見える」 (ブルーバックス)』講談社（2023/7/20）
- 『図解 身近にあふれる「微分・積分」が3時間でわかる本』監修、明日香出版社（2021/11/19）
- 『世の中は期待値でできている』エムディエヌコーポレーション（2021/9/10）
- 『今日から使える！計算力』PHP研究所（2021/7/31）
- 『さんすうクエスト　初級編』監修、イースト・プレス（2019/7/14）
- 『マンガ「解析学」超入門 微分積分の本質を理解する(ブルーバックス)』翻訳、講談社（2016/6/21）
- 『マンガ「代数学」超入門 足し算、引き算から2次方程式まで（ブルーバックス）』監訳、講談社 (2015/12/18)
- 『考える力を育てる 天才ドリル』ディスカヴァー・トゥエンティワン (2015/3/19)
- 『数学思考トレーニング』日本経済新聞出版社 (2014/11/18)[2]
- 『世界初 鍵本聡の頭がよくなる三角パズル』講談社 (2014/5/21)
- 『大人の算数ドリル』監修、洋泉社 (2013/9/26)
- 『マンガ線形代数入門（ブルーバックス）』原作、講談社 (2013/7/19)
- 『役に立たないと思っていた数学で人生の難題もかなり解ける』マイナビ出版 (2013/6/22)
- 『この算数が、できますか？』PHP研究所 (2012/8/18)
- 『人生は数学で考えるとうまくいく』経済界 (2012/4/25)
- 『マンガで読む 計算力を強くする（ブルーバックス）』原作、講談社 (2011/10/21)
- 『算数ができる子を育てる』ディスカヴァー・トゥエンティワン (2011/8/15)[2]
- 『三角関数・複素数がわかる（ファーストブック）』技術評論社 (2011/3/18)
- 『計算力の基本』日本実業出版社 (2011/3/10)[2]
- 『鍵本聡のすらすら数学レッスン』技術評論社 (2009/7/28)
- 『それでも数学を捨てられますか』サンガ (2009/4)
- 『計算力を強くする 完全ドリル（ブルーバックス）』講談社 (2009/2/20)
- 『中学校では教えてくれない!とっておきの計算術』秀和システム (2008/9)
- 『数学入試問題がすらすら読める 東京大学編（チャートBOOKS）』数研出版 (2008/6)
- 『計算力で1223の謎を解け』インデックス・コミュニケーションズ (2008/5/10)
- 『数と数学がどんどん楽しくなる本』白夜書房 (2007/11/15)
- 『スピード計算力が身につく本』三笠書房 (2007/9/20)
- 『秘伝!中学生のためのスラスラ計算術』草思社 (2007/7/18)
- 『ドラゴン桜公式副読本 16歳の教科書~なぜ学び、なにを学ぶのか』共著、講談社 (2007/6/21)
- 『怒濤の勉強法』　阪急コミュニケーションズ (2007/6/19)
- 『決断力がUPする!「計算力」（ベスト新書）』ベストセラーズ (2007/3)
- 『計算力を強くするpart2（ブルーバックス）』講談社 (2006/12/20)
- 『現場で使える計算術』阪急コミュニケーションズ (2006/9/28)
- 『子どもを算数嫌いにしない本 家庭で伸ばす算数力』大和書房 (2006/5/19)
- 『大人のための暗算力』宝島社 (2006/5)
- 『高校数学 点が取れる! 役に立つ! かぎもと流 目からウロコの相談塾』数研出版 (2006/3)
- 『スピード計算トレーニングドリル』PHP研究所 (2006/2)
- 『状況判断と決断力を鍛える!スーパー速算術』宝島社 (2006/1)
- 『計算力を強くする（ブルーバックス）』講談社 (2005/8/21)
- 『理系志望のための高校生活ガイド（ブルーバックス）』講談社 (2000/3/17)[2]
- 『高校数学とっておき勉強法（ブルーバックス）』講談社 (1999/2/19)[2]